# Action (film fra 1921)
Action er en amerikansk stumfilm fra 1921 af John Ford.

## Medvirkende
- Hoot Gibson som Sandy Brouke
- Francis Ford som Soda Water Manning
- J. Farrell MacDonald som Mormon Peters
- Buck Connors som Pat Casey
- Clara Horton som Molly Casey
- William Robert Daly som J. Plimsoll
- Dorothea Wolbert som Mirandy Meekin
- Byron Munson som Henry Meekin
- Charles Newton som Dipple
- Jim Corey som Sam Waters